# Henszelmann Frigyes
Henszelmann Frigyes (Budapest, 1925. október 22. – Veszprém, 1990. július 16.) magyar vegyészmérnök, tanszékvezető egyetemi docens, a kémiai tudományok kandidátusa (1968). Tagja volt a Magyar Kémikusok Egyesülete Választmányának és a Veszprém megyei csoportja elnökségének, valamint a MTESZ Veszprém Megyei Szervezete elnökségének.

## Életpályája
Középiskolai tanulmányainak I-IV. osztályát a miskolci Fráter György Gimnáziumban, V.-VIII. osztályát a Budapest-Fasori Evangélikus Gimnáziumban végezte el 1943-ban. 1943–1947 között a Budapesti Műszaki Egyetem vegyészmérnöki osztályának volt hallgatója; vegyészmérnöki oklevelet szerzett. 1945–1947 között a Budapesti Műszaki Egyetem Vegyészmérnöki Osztály Kémiai Technológiai Tanszékének gyakornoka, 1947–1950 között tanársegéde volt. 1950–1953 között a veszprémi Nehézvegyipari Kutató Intézet (NEVIKI) Szilikátkémiai Osztályának tudományos segédmunkatársa volt. 1952–1954 között a Veszprémi Vegyipari Egyetem Szilikátkémiai Tanszékének egyetemi adjunktusa volt félállásban. 1953–1954 között a Szervetlen Kémiai Osztály tudományos munkatársa volt. 1954–1963 között a Kémiai Technológia Tanszékének egyetemi adjunktusa, 1964–1968 között tanszékvezető egyetemi docense, 1964–1967 között a tanszék vezetője volt. 1959–1962 között a MTA-TMB önálló aspiránsaként tevékenykedett. 1962-ben Londonban a Vegyészmérnöki Tudományok Európai Szövetségének 3. Kongresszusán, 1964-ben Varsóban a 35. Nemzetközi Ipari Kémiai Kongresszuson és 1967-ben Eindhovenben a Nemzetközi Fluidizációs Kongresszuson is részt vett. 1968–1990 között a Szilikátkémiai Tanszék egyetemi docense volt.

### Munkássága
A Nehézvegyipari Kutató Intézetben a hazai bauxitok hidrálására vonatkozó laboratóriumi, majd üzemi kísérleteiben működött közre. A szilikátkémiai osztályon elsősorban a hazai kohósalakok cementipari felhasználásával foglalkozott (1952). A szervetlen kémiai osztályon a szuperfoszfát utóérlelését vizsgálta üzemi kísérletekkel. A Veszprémi Vegyipari Egyetem kémiai technológiai tanszékén elsősorban szervetlen pigmentek előállításának kémiájával és azok technológiai problémáival foglalkozott. Munkáiról több hazai és külföldi kongresszusokon is beszámolt. Részt vett a timföldgyári aluminátlúgokból történő galliumkinyerés új, roncsolásmentes elektrokémiai módszerének laboratóriumi és félüzemi kidolgozásában, valamint üzemi megvalósításában. A szervetlen savipari katalitikus folyamatok közül foglalkozott a hidrogén-cianid Andrussow-féle előállítási eljárásának laboratóriumi, valamint összehasonlító gazdasági vizsgálatával. Szakmai munkásságát több mint 30 közlemény, könyv, szabadalom és 20 előadás jelzi.

## Családja
Szülei: Henszelmann Aladár (1889–1943) főorvos és Tirscher Edit (1894–1970) voltak. 1950-ben házasságot kötött Ferjentsik Valéria könyvelővel. Két fiuk született: István (1951–) és Imre (1953–).
Sírja a veszprémi Vámosi úti temetőben van.

## Művei
- Kohósalak cementipari felhasználása (Építőanyag, 1952)
- Hazai kohósalakjaink vizsgálata cementipari felhasználhatóság szempontjából (Veszprém, 1951)
- Kohósalakok cementipari felhasználása és a kohócementek salaktartalmának meghatározása (NEVIKI Közleményei, 1952)
- Szilikátipari vizsgálatok. I–II. kötet (Bereczky Évával, Tamás Ferenccel; Budapest, 1953–1954)
- Ciánhidrogén előállítása metán, ammónia és levegő gázelegyből (De Jonge Jánossal, Szigeti Györggyel; Magyar Kémikusok Lapja, 1958)
- Kalciumkarbid hidrofobizálása (Veszprém, 1958)
- Adatok a krómoxidzöld festék előllításához. – Krómoxidzöld előállítása nagynyomáson (A Veszprémi Vegyipari Egyetem Közleményei, 1958)
- Szemcsék granulálása fluidizált rétegben (Blickle Tiborral; Veszprém, 1962)
- Alumináltlúgból történő elektrolitikus galliumkinyerés módszerei. – Bárium-szulfát redukálása generátorgázzal, fluidizált rétegben (A Veszprémi Vegyipari Egyetem Közleményei, 1963)
- A Veszprémi Vegyipari Egyetem Kémiai Technológiai Tanszékének pigmentkutatásai (Polinszky Károllyal; Kolorisztikai Értesítő, 1965)
- Szervetlen pigmentszuszpenziók vízoldható sótartalmának eltávolítása fluidizációs eljárással (Kandidátusi értekezés; Veszprém, 1967)
- Szilikátkémiai technológia (Egyetemi jegyzet; Veszprém, 1976)